# Famille Pratt (Angleterre)
Cette page explique l’histoire ou répertorie les différents membres de la famille Pratt.
La famille Pratt est une famille subsistante de la noblesse britannique, originaire du comté de Devon. Elle s'est distinguée par les fonctions politiques militaire et judiciaire occupées par ses membres.
Elle a été illustrée par John Pratt, 1er marquis Camden, lord président du Conseil (1759-1840).

## Histoire
Il s'agit d'une famille de notables, installée vers la fin du XVIIIe siècle dans le comté de Kent, qui s'est fait reconnaître dans le milieu juridique puis politique,.

## Personnalités
- John Pratt (1657-1725), homme politique, fils de Richard Pratt ;
- Charles Pratt, 1er comte Camden (1714-1794), homme politique et avocat, fils du précédent ;
- John Pratt, 1er marquis Camden (1759-1840), homme politique, fils du précédent ;
- George Pratt, 2e marquis Camden (1799-1866), homme politique, fils du précédent ;
- John Pratt, 3e marquis Camden (1840-1872), homme politique, fils du précédent ;
- John Pratt, 4e marquis Camden (1872-1943), homme politique et militaire, fils du précédent ;
- John Pratt, 5e marquis Camden (1899-1983), homme politique, homme d'affaires et militaire, fils du précédent ;
- David Pratt, 6e marquis Camden (1930-), homme politique et homme d'affaires, fils du précédent.

## Titres et armoiries

### Titres
- Marquis Camden (7 septembre 1812)
(Pairie du Royaume-Uni)[3]
  - Comte de Brecknock (7 septembre 1812)
(Pairie du Royaume-Uni)
  - Comte Camden (13 mai 1786)
(Pairie de Grande-Bretagne)
  - Vicomte Bayham (13 mai 1786)
(Pairie de Grande-Bretagne)
  - Baron Camden (17 juillet 1765)
(Pairie de Grande-Bretagne)

### Armoiries

Pratt

Marquis Camden

« De sable à la fasce d'argent chargée de trois étoiles du champ et accompagnée de trois têtes d'éléphant arrachées du second émail. »

« Écartelé : aux I et IV, de sable à la fasce d'argent chargée de trois étoiles du champ et accompagnée de trois têtes d'éléphant arrachées du second émail ; au II, de sable au chevron d'argent accompagné de trois fers de lance du même ensanglanté de gueules ; au III, de gueules à l'écusson de vair accompagné de huit croisettes recroisetées d'or. »

## Généalogie
Cet arbre généalogique représente la lignée agnatique, par conséquent seul la descendance patronymique est développée.

### Arbre généalogique de la famille Pratt
Arbre généalogique de la famille Pratt
- John Pratt (≈1520-1573) X (1545) Anstice Collins (≈1520-1576)
  - Richard Pratt (1549-1635) X (1578) Mary Richard (1555-1646)
    - John Pratt (1594-1656) X Frances Marker (1604-1690)
      - Richard Pratt (1629-1692) X (1656) Elizabeth Skay (1630-1662)
        - John Pratt (1657-1725) X Elizabeth Gregory (?-?)
          - John Pratt (1695-1770) X Elizabeth Jeffreys (?-?)
            - John Pratt (?-1797)

          - John Pratt (1695-1770) X Dorothy Tracy (1697-1727)
            - Robert Pratt (1727-1775)

          - Grace Pratt (1675-1720) X (1700) John Fortescue-Aland, 1er baron Fortescue de Credan (1670-1746)

        - John Pratt (1657-1725) X  Elizabeth Wilson (1684-1728)
          - Jane Pratt (1712-1807) X (1738) Nicholas Hardinge (1699-1758)
          - Anna Pratt (1724-1806) X (1739) Thomas Barrett-Lennard, 17e baron Dacre (1717-1787)
          - Thomas Pratt (?-?)
          - William Pratt (?-?)
          - Robert Pratt (?-?)
          - Caroline Pratt (?-?)
          - Charles Pratt, 1er comte Camden (1714-1794) X (1749) Elizabeth Jeffreys (1722-1779)
            - Sarah Pratt (1754-1817) X (1779) Nicholas Price (1754-1847)
            - Elizabeth Pratt (?-1826)
            - Jane Pratt (1762-1825) X (1780) Sir Walter James, 1er baronnet de Langley Hall (1759-1829)
            - Frances Pratt (1751-1833) X (1775) Robert Stewart, 1er marquis de Londonderry (1739-1821)
            - John Pratt, 1er marquis Camden (1759-1840) X (1785) Frances Molesworth (≈1759-1826)
              - Frances Pratt (1787-1822)
              - Caroline Pratt (1794-1827) X (1825) Alexander Stewart (1795-1850)
              - Georgiana Pratt (?-?)
              - George Pratt, 2e marquis Camden (1799-1866) X (1835) Harriet Murray (1813-1854)
                - John Pratt, 3e marquis Camden (1840-1872) X (1866) Clementina Spencer-Churchill (1848-1886)
                  - John Pratt, comte de Brecknock (1869-1869)
                  - Clementine Pratt (1870-1921) X (1890) Arthur Walsh, 3e baron Ormathwaite (1857-1939)
                  - John Pratt, 4e marquis Camden (1872-1943) X (1898) Joan Nevill (1877-1952)
                    - John Pratt, 5e marquis Camden (1899-1983) X (1920) Minna Jenkins (1900-1989)
                      - Mary Pratt (1921-2002) X (1940) Herbert Berry (1918-1952) (sans descendance) puis épouse Shafto Pawle (1913-1991) en 1953 (sans descendance).
                      - David Pratt, 6e marquis Camden (1930-) X (1961) Virginia Finlaison (1940-)
                        - Samantha Pratt (1964-)
                        - James Pratt, comte de Brecknock (1965-)
                        - Jonathan Pratt (1970-1976)

                    - John Pratt, 5e marquis Camden (1899-1983) X (1942) Averil Streatfeild (1911-1977)
                      - Michael Pratt (1946-2007) X (1999) Janet Townsley (?-)

                    - Irene Pratt (1906-1976) X (1926) Archibald Cubitt (1901-1972)
                    - Fiona Pratt (1911-1985) X (1931) Sir John Fuller, 2e baronnet de Neston Park (1906-1981) (dont descendance) puis épouse Edward Agar, 5e comte de Normanton (1910-1967) en 1944 (dont descendance).
                    - Roderic Pratt (1915-1997) X (1945) Ursula Wyndham-Quin (1921-1993)
                      - Adrian Pratt (1952-) X (1984) Leanora Lee (?-)
                      - Zara Pratt (1955-) X (1988) John Johnstone (?-)

                - George Pratt (1843-1922) X (1879) Charlotte Eaton (?-1928)
                - Charles Pratt (1847-1905) X (1881) Florence Stevenson (?-1930)
                  - Gladys Pratt (1882-1883)
                  - Sybil Pratt (1883-1951)
                  - Cecil Pratt (1886-?)
                  - Ronald Pratt (1886-?) X (1925) Margaret Elam (?-?)

        - Richard Pratt (?-1674)

      - Richard Pratt (1629-1692) X (1662) Anne Wyatt (?-1682)
        - Wyatt Pratt (1670-1723) X (1723) Anne Smith (?-?)
        - Robert Pratt (1672-?)

      - Bernard Pratt (1643-1677) X (1672) Dorothy Wood (?-?) (sans descendance) puis épouse Joan Glanville (?-?) en 1677 (sans descendance).

## Alliances
Cette famille s'est alliée aux familles : Skay (1656), Wyatt (1662), Wood (1672), Glanville (1677), Fortescue (1700), Smith (1723), Hardinge (1738), Barrett (1739), Jeffreys (1749), Stewart (1775 et 1825), Price (1779), James (1780), Molesworth (1785), Murray (1835), Spencer-Churchill (1866), Eaton (1879), Stevenson (1881), Walsh (1890), Nevill (1898), Jenkins (1920), Elam (1925), Cubitt (1926), Fuller (1931), Berry (1940), Streatfeild (1942), Agar (1944), Wyndham-Quin (1945), Pawle (1953), Finlaison (1961), Lee (1984), Johnstone (1988), Townsley (1999), Collins, Gregory, Marker, Richard, Tracy, Wilson...